# Арнис (Њемачка)
Арнис (њем. Arnis) град је у њемачкој савезној држави Шлезвиг-Холштајн. Једно је од 134 општинска средишта округа Шлезвиг-Фленсбург. Према процјени из 2010. у граду је живјело 297 становника. Посједује регионалну шифру (AGS) 1059002.

## Географски и демографски подаци
Арнис се налази у савезној држави Шлезвиг-Холштајн у округу Шлезвиг-Фленсбург. Град се налази на надморској висини од 2 метра. Површина општине износи 0,4 km². У самом граду је, према процјени из 2010. године, живјело 297 становника. Просјечна густина становништва износи 660 становника/km².